# Amendeuix-Oneix
Amendeuix-Oneix en francés y oficialmente, Amendüze-Unaso en euskera, es una localidad y comuna francesa, situada en el departamento de Pirineos Atlánticos, en la región de Aquitania. Pertenece al territorio histórico vascofrancés de Baja Navarra.
Administrativamente también depende del Distrito de Bayona.

## Heráldica
Cuartelado: 1.º y 4.º, en campo de oro, un árbol de sinople y un jabalí de sable, pasante al pie del tronco, y 2.º y 3.º, cortado ondeando de plata y azur.

## Demografía
| Gráfica de evolución demográfica de Amendeuix-Oneix entre 1800 y 2012 |
|                                                                       |

El resultado del año 1800 es la suma final de todos los datos parciales obtenidos antes de la creación de la comuna (27 de agosto de 1846).
Fuentes: Ldh/EHESS/Cassini e INSEE.